# Strandbad Mumpf

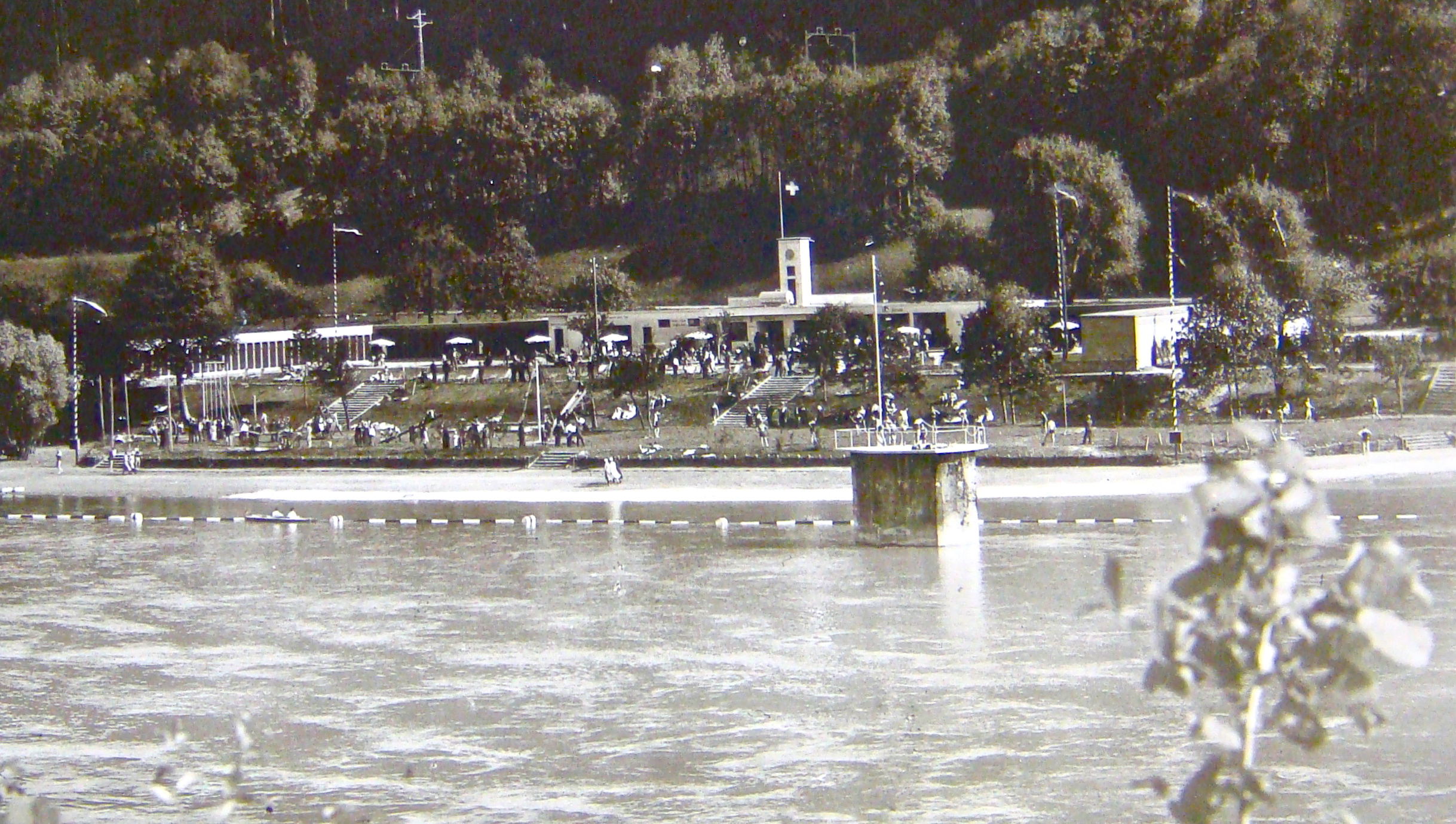
Gesamtaufnahme 1933

Das Strandbad Mumpf war eine Badeanlage am Hochrhein in der Schweiz. Es befand sich beim östlichen Eingang des Dorfes Mumpf im Kanton Aargau. Bei seiner Eröffnung im Jahr 1933 galt es als touristische Pioniertat.

## Geschichte
Der Hotelier des Solbades Sonne, Charles Anz, stellte im September 1932 das Gesuch, am östlichen Dorfrand von Mumpf ein Strandbad zu erstellen. Er stellte in seinem Finanzierungsplan bei einem Baukostenaufwand zwischen 100'000 und 120'000 Franken eine Amortisation nach zehn Jahren in Aussicht. So erhielt er vom Aargauer Regierungsrat die Erlaubnis zum Bau, obwohl an gleicher Stelle langfristig ein Rheinhafen und 300 Meter östlich ein Kraftwerk geplant waren.
Am Eröffnungstag, dem Pfingstsonntag am 4. Juni 1933, zählte man 1200 Eintritte. Auch an andern Tagen strömten selbst aus der Stadt Basel die Besucher in grossen Massen an, sowohl in Reisebussen als auch mit der Eisenbahn. Die Strandbadanlage mass gegen 20’000 Quadratmeter. Die Gebäulichkeiten waren in einer Rechteckform offen zum Rhein hin angelegt. Diese umfassten Wechsel-, Einzel- und Familienkabinen, Duschen, Fussbäder und Toiletten, Coiffeursalons für Damen und Herren, einen Sanitätsraum, ein Restaurant mit 40 Plätzen und ein Buffet.
Zu den Aussenanlagen gehörte eine 3000 Quadratmeter grosse Gartenterrasse mit Restaurant. Von dort gelangten die Besucher über zwei breite Treppen zur unteren Terrasse, einer Sportwiese mit Rundlauf, Kletterstangen, Reckstangen, Schaukeln, Schlangenbalken, Korbballvorrichtung, Tischtennis, Wasserrutschbahn, Ruhebänke usw. Rechts dieser Anlagen befand sich ein kleines Wäldchen mit Ruhebänken und Schatten. Schliesslich zog sich ein breiter Strand mit etwa 300 Meter Länge dem Rhein entlang. Ebenso konnte man sich auf der Tanzbühne zu Musik aus dem Lautsprecher vergnügen. Der Badebetrieb im Rhein war für die Nichtschwimmer mit einer Abgrenzung versehen. Der ehemalige Strompfeiler im Rhein bei Mumpf diente als Sprungturm und war nur für die Schwimmer zugänglich. Auch Schausteller liessen sich neben der Anlage mit Salon-Prachtschiffschaukel, Kabinen-Fliegerkarussell und Schiesshalle nieder.
Mit den Krisenjahren gingen die Vergnügungen stark zurück, worunter auch das Strandbad zu leiden begann. Zudem verstarb Charles Anz Ende 1936. Im Frühling 1937 übernahm Gustav Hurt das Badehotel Sonne und damit auch das Strandbad. Er teilte dem Gemeinderat und dem Regierungsrat mit, dass die Erstellungskosten der Anlage seinerzeit auf mindestens 170'000 Franken zu stehen kamen.
Am 10. Juli 1942 ist im Protokoll des Aargauer Regierungsrates die Übergabe des Strandbades mit allen Verpflichtungen für 53'000 Franken in den Besitz der Rheinfelder Mineralquellen AG vermerkt. Die späteren Besitzer sind 1950 die Salmenbräu und die Brauerei Feldschlösschen, beide in Rheinfelden, 1975 die Tersa AG und 1995 die Campex AG. Als das Gesetz eine dauernde Überwachung des Schwimmbetriebes durch einen Rettungsschwimmer verlangte, stellten die Pächter die Organisation des Badebetriebs ein. 1971 erfolgte die Umgestaltung zu einem Saison-Campingplatz. Heute wird das Areal als ganzjährig bewohnter Camping Park benutzt.

## Galerie

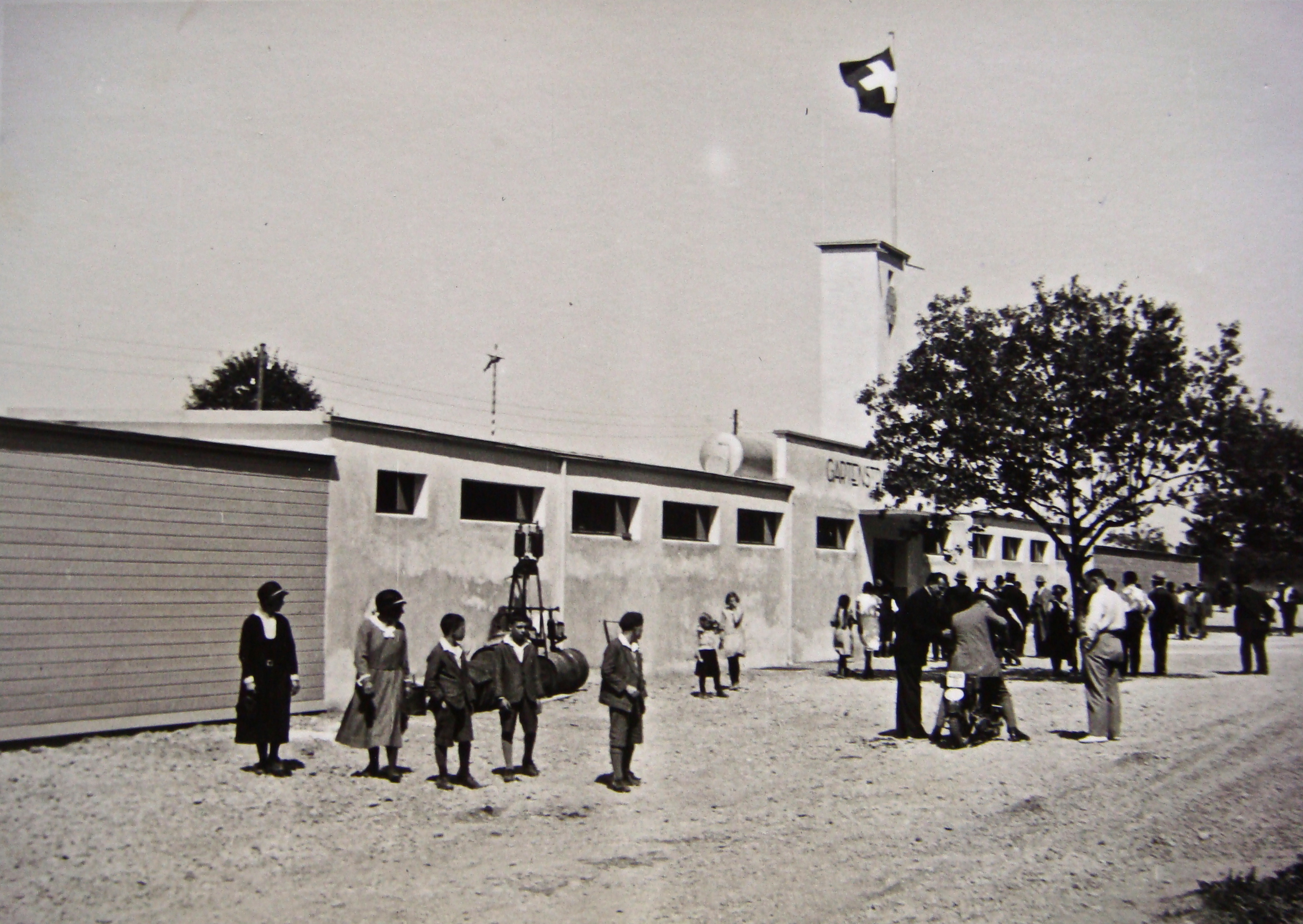
Vorplatz
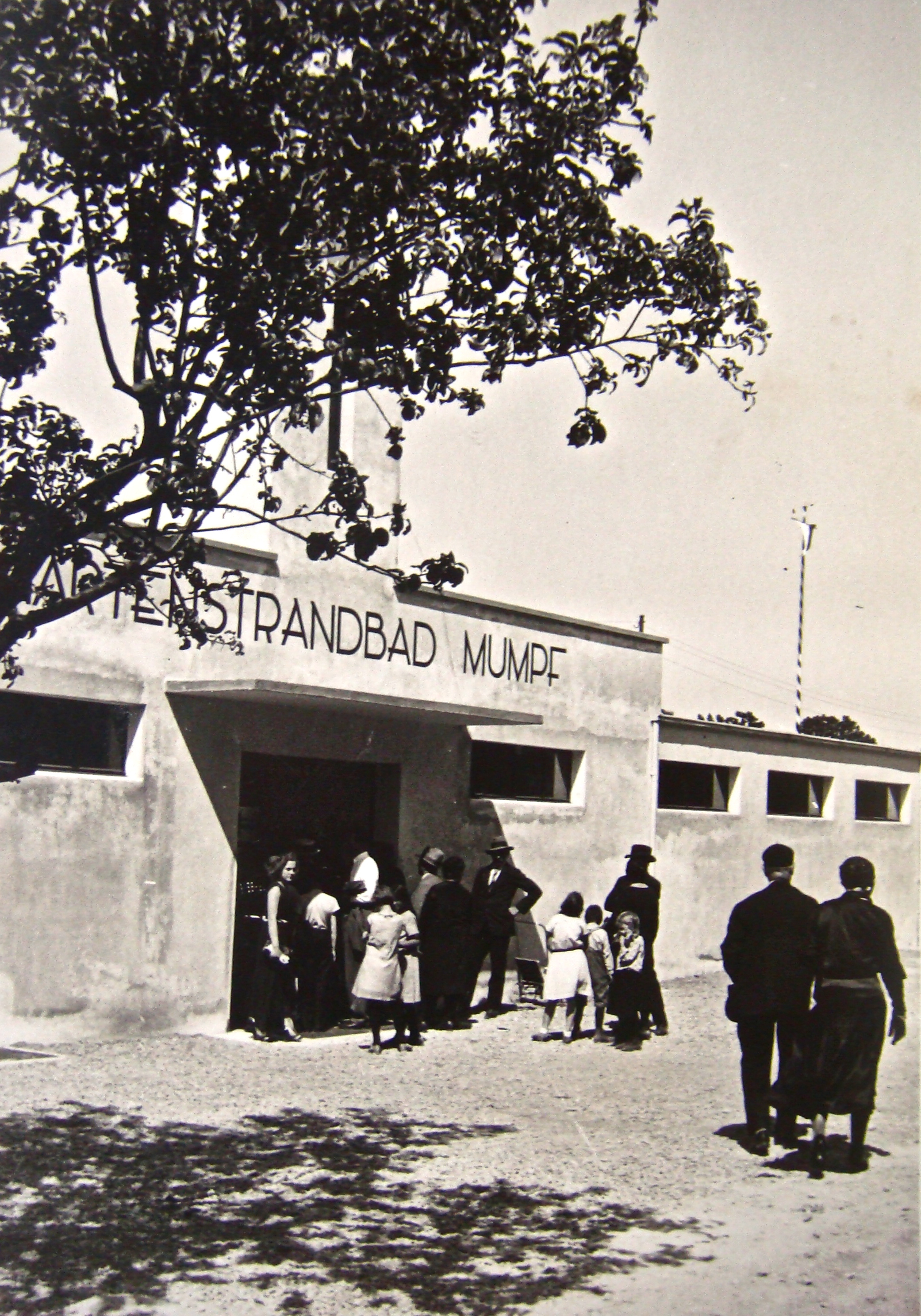
Eingangsbereich
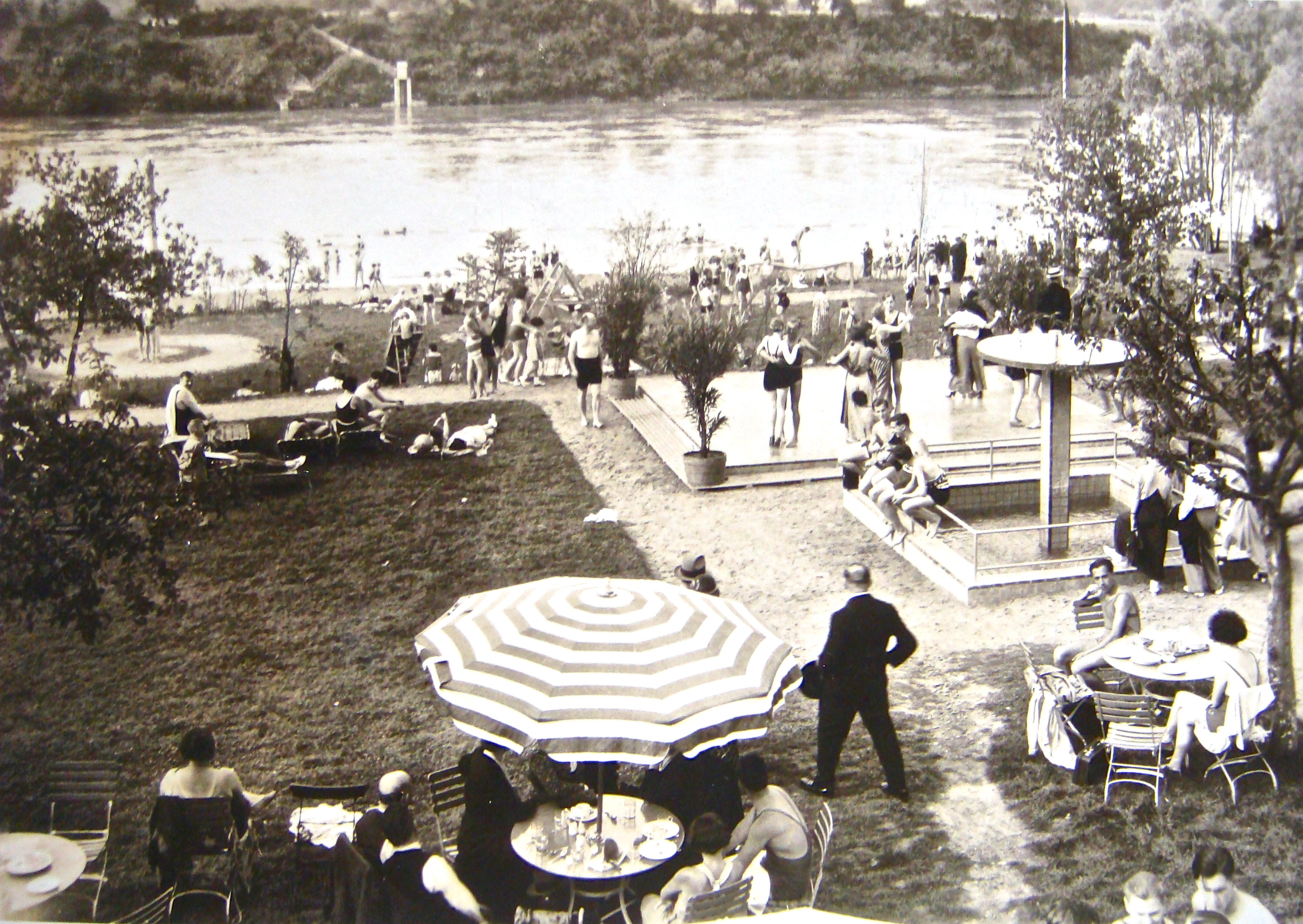
Obere Terrasse mit Restauration, untere Terrasse mit Sportwiese
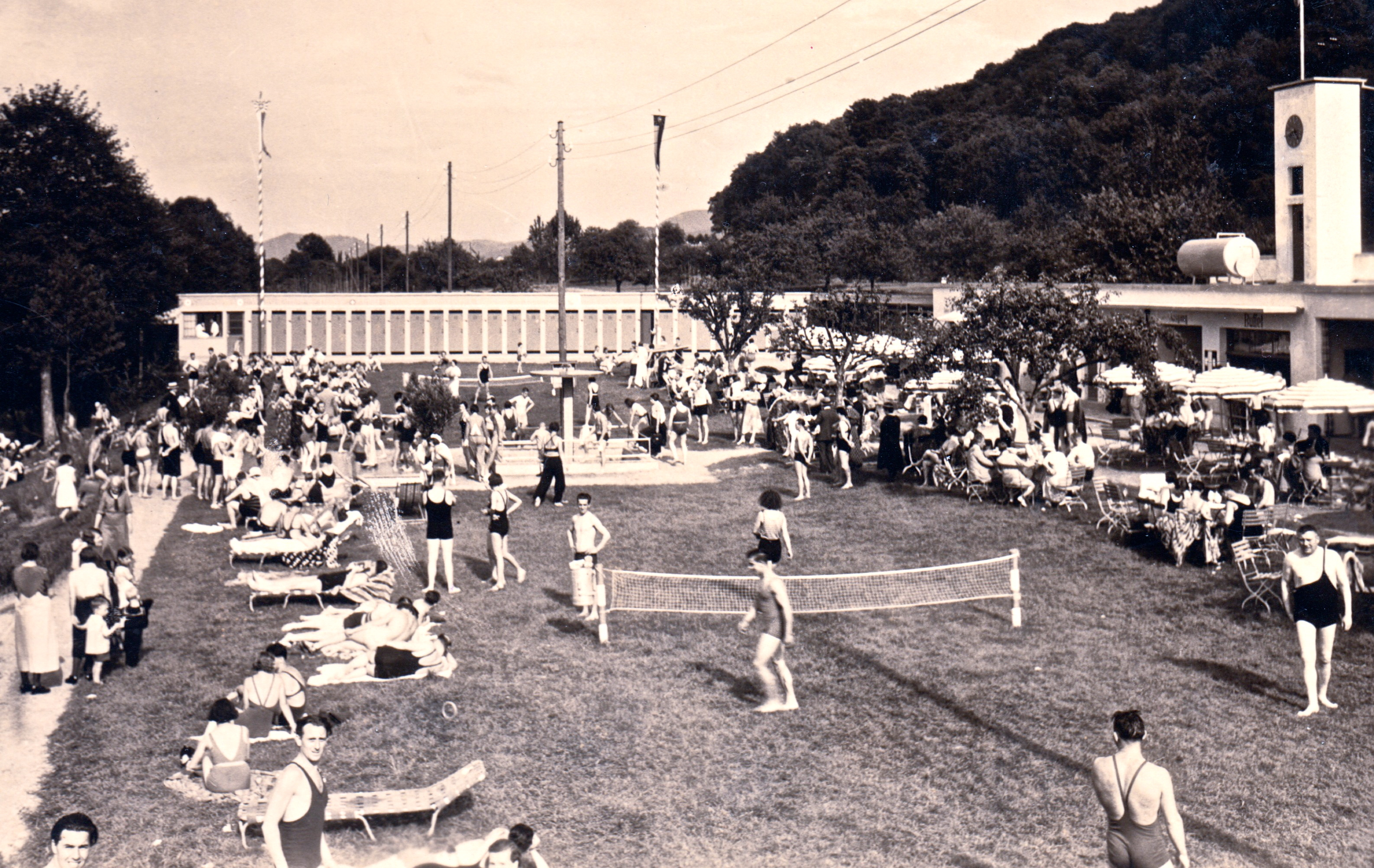
Sportplatz und Liegewiese
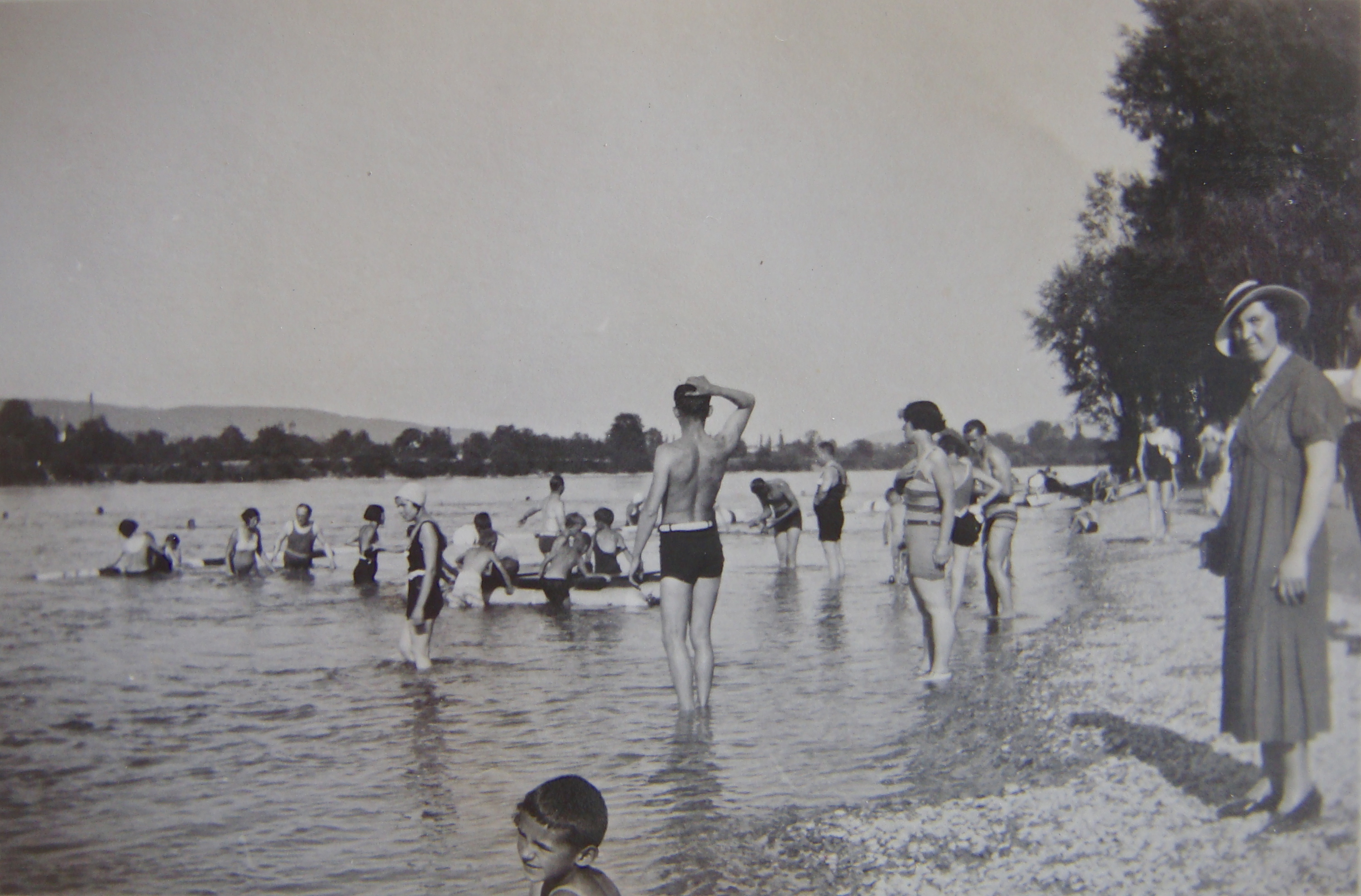
Ufertreiben
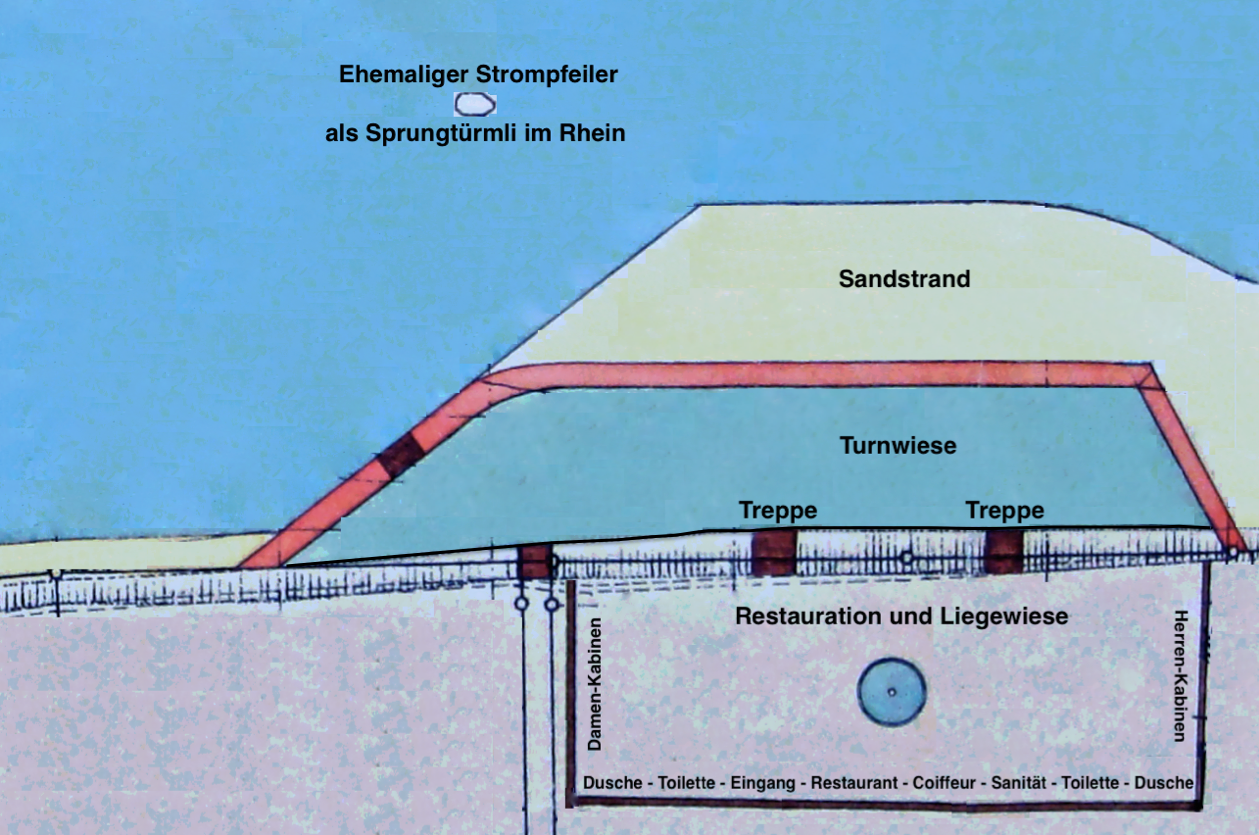
Situationsplan